# 茨木市立西小学校
茨木市立西小学校（いばらきしりつにししょうがっこう）は、大阪府茨木市にある公立小学校。

## 概要
大阪府茨木市北春日丘を校区として、茨木市で30番目に開校した小学校である。茨木市立沢池小学校の校区の一部を分割して開校した。その記念として両校には同種の木が植えられている。

## 沿革
- 1984年4月：開校[3]
- 同年9月：校歌制定[3]

## 校区
- 大阪府茨木市 北春日丘1丁目～4丁目（1丁目の一部は春日丘小学校）、大字中穂積

卒業生は茨木市立西陵中学校に進学する。

## 交通
- 東海道本線（JR京都線） 茨木駅 西へ約2.9km。
- 近鉄バス 春日丘公園バス停より北へ約430m。